# Korond
Korond (románul: Corund) falu a romániai Hargita megyében, Korond község központja. A Sóvidék legnevezetesebb települése, iparművészeti, idegenforgalmi és művelődési központja.

## Fekvése
A falu Székelyudvarhelytől 24 km-re északnyugatra a Korondi-medence déli szélén a Korond-patak völgyében, a Kebeled-, az Észak- és a Súgó-patakok találkozásánál fekszik a 13A országút mellett. Nyugaton Felsősófalvával határos, a két település között folyik a Határ patak, keleten a Firtos-hegy, a Kalonda domb és fennsík határolja.

## Nevének eredete
Murádin László és mások kutatásai szerint neve a magyar korom szó -d képzős származéka. A falun átfolyó Korond-patak neve is régen Korom-patak lehetett. Mások szerint a Korond településnév a magyar korong, korongolás szóból származik.

## Története

### Régmúlt
A hagyomány szerint a falu első házai a Korondi-hegyen, a Szállás nevű határrészen épültek.
1333-ban Kurund néven említi először a pápai tizedjegyzék, amikor a falu papja, Péter, 2 banálist fizetett, de 1334-ben az egyházi adó csak 1 régi banálist tett ki.
A középkorban, a mezőgazdaság mellett, több korondi család számára az egykori sófalvi felszíni fejtésű bánya és a só értékesítése nyújtott megélhetési lehetőséget. Azonban, az 1562-es székely felkelést követően a szabad sóhasználati jog megszűnt, és ekkortájt kezdtek a korondiak egyéb szakmák, így a fazekasság felé irányulni.
1613-ból rendelkezünk először írásos adattal a korondi fazekasságról, ekkor az udvarhelyi fazekas céh kontárkodással vádolta a korondiakat. A későbbi évtizedekben több fejedelmi rendelkezés is készült az udvarhelyi fazekasok védelmében, de a korondiak ezeket nem tartották be, sőt bővítették a termelésüket, így pl. 1667-ból már kályhacsempe is fennmaradt. 1750-ben gróf Gyulaffy László, erdélyi kancellár, korondi birtokos, biztosítja a korondi fazekasoknak, hogy évente 4 vásárt tarthassanak Korondon, ahol szabadon árusíthatják termékeiket. 1820-ban a fazekasok száma 50 körüli.
1831-ben a Firtos várához közeli Táborhelyen, a Keselyű-tető és Péter-hegy közötti kb. harminc lépés átmérőjű területen jelentős aranyérme-lelet került elő. Az érmék a 7. századból valók, a bizánci császárok pénzei. Feltételezések szerint a Küküllő térségében ekkor avar központ lehetett. Az avar közösségeknek 631–635 között régészeti hagyatékai maradtak. Az avarok, várkunok népéről feltételezik, hogy később székelyeknek nevezték őket.[forrás?]
A 19. század végén elterjed a mázas kerámia. 1893-ban 367 fazekas dolgozott a faluban. Az értékesítés kezdetben a közelebbi vidékeken történt, később átterjedt a Kárpátokon túlra is. A piaci terjeszkedést az 1886-ban kirobbant osztrák–magyar–román vámháború rövid időre megtorpantotta. Az 1893-ban alapított székelyudvarhelyi Kő- és agyagipari szakiskolába korondi fazekasok is beíratták gyerekeiket, de ők maguk is részt vettek rövidebb (általában 8 hónapos) tanfolyamokon, így próbálva fejleszteni mesterségbeli tudásukat. Ugyanebben az évben alakult az első fazekas üzem Korondon, Gáspár Gyula vezetésével. A mázas edények gyártásának elsajátítása nagyobb jövedelmet biztosított, de az idők folyamán, a munkavédelmi előírások elhanyagolása miatt is, a máz alapanyagaként használt ólom-oxid az egészségkárosító hatása miatt fog keményen visszaütni.
A faluhoz közeli Árcsó borvízforrás mellett a 19. században épült ki a Korondi-fürdő, amely egyike volt a három leghíresebb székelyföldi gyógyfürdőnek. Orbán Balázs beszámolója szerint a fürdőnek ötszáz férőhelyes panziója volt. A vendégek zöme a parajdi kisvasút (1909-ben napi négy vonatjárat közlekedett a Budapest–Parajd-útvonalon) végállomásáról lovas fogaton jutott el Árcsóra.
A falunak 1910-ben 3752, túlnyomóan magyar nemzetiségű lakosa volt. A trianoni békeszerződésig Udvarhely vármegye Parajd járáshoz tartozott.
1913-ban Korond városi rangot igényelt a központi hatóságoktól, de nem kapta meg.
A 20. század elején a faluban egy – érdekes módon nem kerámiával foglalkozó – üzem működött: az aragonitgyár (1910–1962). Emellett, voltak itt fűrész- és gabonamalmok, olajütők és posztóványolók, amelyek a falu és szűk környezete igényeit elégítették ki. Sokan a háztáji gazdálkodásból (kukorica, burgonya, búza, zab, len, kender, zöldségek, gyümölcsök termesztése), állattartásból (tehén, juh, kecske, ló, disznó, baromfi), vagy a tapló feldolgozásából (sapkák, dísztárgyak) biztosították megélhetésüket. A szőttesek, varrottasok, szőnyegek készítése is majdnem kizárólag helyi igényeket elégített ki.
A trianoni békeszerződés Korondnak, Erdély többi magyar településének zömével ellentétben haszonnal járt, mert most már szabadabban tudta értékesíteni kerámiatermékeit a román ókirályságban, a „Regátban”. A termelés nőtt, és a kézművesség mellett megjelent a modern gyáripar is.
1924-ben vashámor létesült Korondon, amely 1930-ig működött.
1929-ben előbb Bertalan Áron („Bertalan és Kacsó”), majd Katona Sándor („Katona Üzem”) alapított magántulajdonú kerámiagyárat. 1936-ban létrejött egy harmadik, rövid életű gyár, Patria név alatt, kívülről jött tőkével és tulajdonosokkal.
A második bécsi döntés után Korond 4 évig Magyarországhoz tartozott. Az akkori útépítések céljára a falu mellett kőbánya működött. Ebben az időszakban hitelszövetkezet, gazdakör, Hangya Szövetkezet alakul, és Szepesi Mihály miniszteri tanácsos kezdeményezésére létrejön a magánfazekasokat tömörítő „Szepesi Szövetkezet”.

### Közelmúlt
A kommunista hatalomátvétel után néhány évvel, 1949–1950 között államosították a Bertalan és Katona Sándor üzemeket, de kisiparosok helyzete is nehezebbé vált.
A helyzet lassan kezdett javulni, és ezt tükrözi, hogy a lakosságszám az 1956–os 3629-ről (amely még mindig kevesebb, mint az 1910-es lélekszám!) 1959-re 5092-re emelkedett.
Ezzel egy időben történt a kollektivizálás, a parasztgazdaságok erőszakos felszámolása és mezőgazdasági termelőszövetkezetbe szervezése. A téeszesítést a kommunista hatalom egyes helyi lakosok segítségével végezte, ami alaposan felbolygatta a falu közösségi életét.
A kommunista időszaknak pozitívumai is voltak, például a falu 1961-es villamosítása, egy évvel később a falun áthaladó országút korszerűsítése.
1962-ben elkezdődött az üzemekben a fekete kerámia gyártása.
A faluban 1968-ra már központi üzletház, szódavíztöltő, háztartásigép kölcsönző, fényképészet, rádió-tévéjavító, harisnyaszem-felszedő műhely, szabóság és pékség működött.
1974-ben megépült az új, korszerű kerámiagyár. Az 1989-es romániai forradalom után a kerámiagyár Vestra néven részvénytársasággá alakult, de a termelés fokozatosan csökkent, a kilencvenes évek közepére le is állt.
A nyolcvanas évek elejére megépült az egészségügyi rendelő, új postahivatal, egy újabb óvoda, új művelődési ház, és egy tömbház is.
Újabb beruházások csak a rendszerváltás után történnek: a román postahivatal bankfiókot, a Takarékpénztár helyi képviseletet nyitott. Megépült a Lőrincz Mártonról elnevezett sportcsarnok.
1992-ben 5097 lakosból 4629 volt magyar, 455 cigány, és 13 román.
A 2004-ben elnyert SAPARD pályázat pénzeiből megépítették a csatornázási rendszert és tisztítóállomást. 2005-ben, szintén pályázati pénzekből megépült a Tudás Központ, amely széles sávú internetezési lehetőséget is biztosít.

## Helynevek

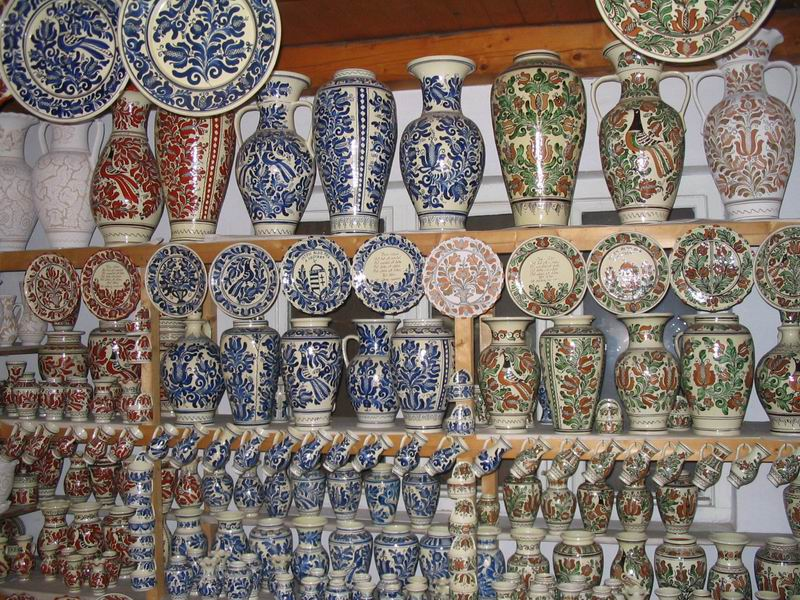
Népi cserépedények

Korond a székely katonai hagyományoknak megfelelően tíz részre, ún. tízesre volt felosztva, amelyek a falu középpontja körül helyezkedtek el.
- Korondi utcanevek: Alszeg, Borvíz, Bolhadomb, Derékföld, Dió, Észak, Fő, Felszeg, Futódomb, Futódombalja, Huszár, Ingyen, Kendi, Koszta, Kovács, Központ, Lőrinc Márton, Malom, Máték, Molnosok, Nagysár, Nyilak, Ölves, Papmocsára, Peti, Piac, Pünkösdi mező, Rózsa, Sárosvápa, Sóút, Sóré, Szőlőmár, Tanórok, Telek, Temető, Térmeg, Tóth, Tóköz, Tómező, Tószeg, Víziek, és a Piactér.
- Dombok: Falu dombja, Csigadomb, Kovácsdomb, Kalonda, Sarok oldal, Vápa domb, Észak oldala, Rókalik, Málnavész, Fügevár, Csillaghegy.
- Források: Erzsébet-forrás, Ősforrás, Szőlőmár („Fingó” borvíz), Dió, Árcsó.
- Folyóvizek: Korond pataka, Sós-patak, Felső-Sóspatak, Alsó-Sóspatak, Fenes-patak, Fedelik-pataka, Szőlőmár-patak, Gödrös-patak, Szőlő patak, Égerfenyő patak, Ölves pataka, Kosárhely-patak, Észak vize, Sugó-vize, Vápa pataka, Kebeled vize, Kűrűs-patak, Jáhoros-pataka, Köves-patak.
- Egyéb földrajzi nevek: Belső-Vadasmező, Szállás tartománya, Árcsó, Lopágy, Hét réte, Szőlőmár tartománya, Gödrös-patak mezeje, Zsoteleke, Felső-Papmocsára, Úrgátja, Alszeg, Sórét, Gyertyános, Tószeg, Nagysár, Nyilak, Horvás mezeje, Aszalvány, Dió, Mentora, Feketeaszó, Szencsed.

## Híres emberek
Itt született...
- 1903. február 13-án Simén Dániel unitárius lelkész, egyházi író, politikai elítélt. (Elhunyt Kolozsvárott, 1969. február 25-én.)
- 1911. október 28-án Lőrincz Márton birkózó, az 1936. évi berlini olimpia bajnoka.
- 1924. február 6-án Fábián Márton magyar mezőgazdász, politikus, országgyűlési képviselő (1971–1985)
- 1925. február 1-jén Sükösd János neveléstudományi szakíró, főiskolai tanár.
- 1928. április 16-án Tóth Márton tanár, iskolaigazgató, újságíró
- 1938-ban Páll Lajos festő és költő.
- 1941. november 2-án Ambrus Lajos nyugalmazott magyar szakos tanár, író, költő, a Hazanéző folyóirat főszerkesztője.
- 1944. március 24-én Tófalvi Zoltán újságíró, riporter.
- 1958. április 17-én Venczel Márton természettudományi szakíró, muzeológus, a nagyváradi múzeum tudományos főmunkatársa.

## Látnivalók

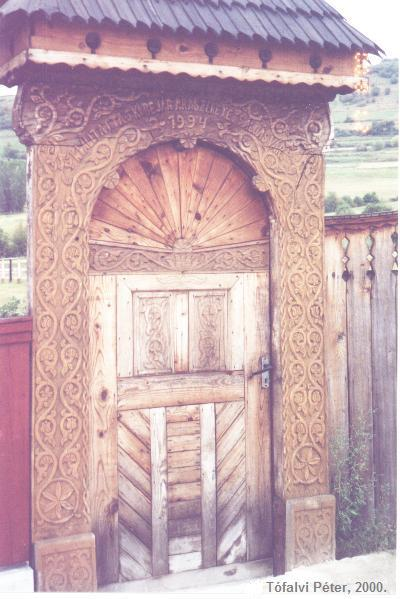
Székelykapu (részlet)

- Híres fazekasfalu, vasas-kénes gyógyfürdővel, négy borvízforrással.
- A korondi székelyek nem csak arról voltak híresek, hanem, a tapló feldolgozás igazi nagy mesterei. Sapkát, kalapot és dísztárgyakat készítettek a taplóból. Itt érdemes a gyergyószentmiklósi televízió televízió Gyergyó tv felvételeit megnézni.
- A régi római katolikus templom építési éve nem ismert, valamikor az ún. román építészeti korban épült, 1533-ban gótikus stílusban átalakították. Ekkor Szent Bertalan volt a templom védőszentje. 1568-ban az unitáriusoké lett, és csak 1716-ban került vissza a katolikusokhoz. 1720-ban felújították. Közben a megmaradt katolikusok 1648-tól egy kápolnát használtak. Az 1700-as években Atyhával közös volt a plébánia, Korondnak 1743-tól van saját, külön papja. A faluban katolikus elemi iskola működött, ezt a román hatóságok 1924-ben bezárták. 1910-ben új római katolikus templom építése kezdődött meg, amelyet egy év múlva szenteltek fel Jézus Szent Szíve tiszteletére és 2011 nagy átalakításon esett át, mint kívül, mint belül. A régi gótikus templom néhány köve ennek a kerítésébe van beépítve.
- Unitárius templomát 1720 és 1750 között átépítették, 1821-ben, 1971-ben és 2011-ben megújították
- A templommal átellenben Falumúzeum található.
- A falutól negyedórányira a parajdi országút mentén 535 m magasságban állt egykor Korondfürdő, melyet 1729-ben említenek először, 1890-ben birtokosa Gáspár Gyula, aki 1892 és 1900 között jelentősen kiépítette. 1938-ban a fürdő csődbe jutott, fenyőfáit kivágták, épületeit lebontották. A helyet ma Árcsónak nevezik, amely sóskútjáról, forrásüledékeiről és borvízforrásairól nevezetes.

- A Barátok kertje nevű helyen egykor kolostor állott, ahova 1783-ban költöztek a minoriták Firtos-hegyi kápolnájukból. Helyén malom van.
- A falu határában aragonitot bányásztak 1911–1963 között.
- Az országút mellett állandó kirakodóvásár van a falu termékeiből.
- Korondon nagyon sok, szép, fából faragott székelykaput lehet látni. Egykor nagyon szép gyönyörű táncokat jártak Korondon, az idősebbek még most is ismerik ezeket.[7] A korondi, sóvidéki táncokat szerencsére távolabbi vidékeken is tanulják, járják, mint amilyen a gyergyócsomafalvi gyerekek tánca.[8] A korondi táncok mellett nagyon híresek a Felsősófalva táncai, melyeket sokszor egyszerűen sóvidéki táncoknak is neveznek, ilyen például a Bartók Együttes tánca.[9]
- A magyar nyelvű Korondi Középiskola előtt Miholcsa József "Erős várunk nékünk az anyanyelv" című monumentális térkompozíciója, amely "bronzba öntött" harminc jeles magyar íróval jelképes irodalmi parlament.
- Korond jelentős turisztikai látványosság, mint Sóvidék többi települése is.

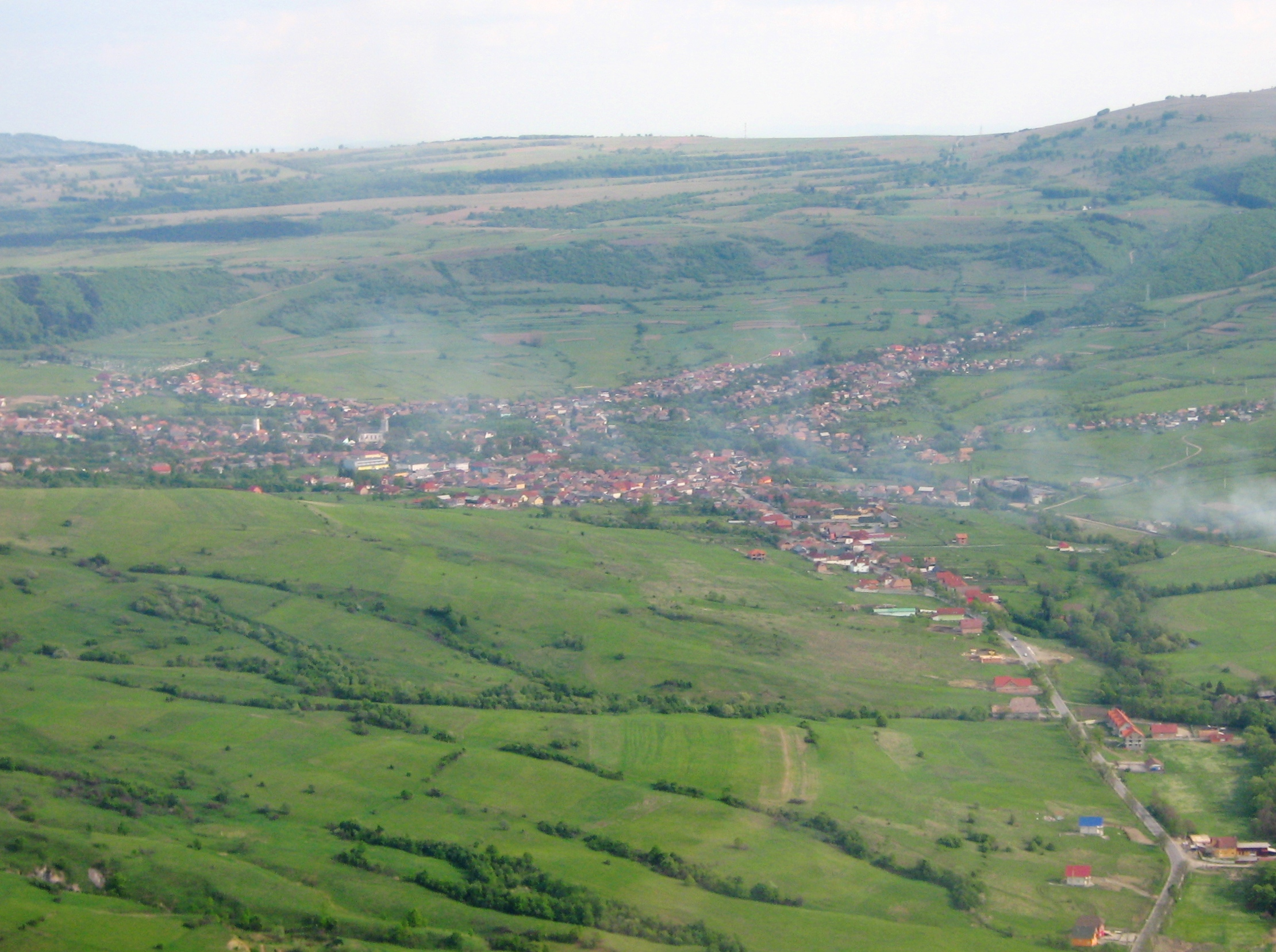
A falu madártávlatból

## Lásd még
- Szilágykorond falu Szilágy megyében

## Képek

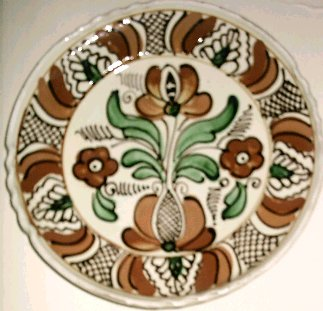
tányér
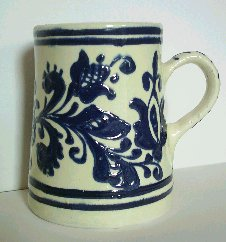
és bögre
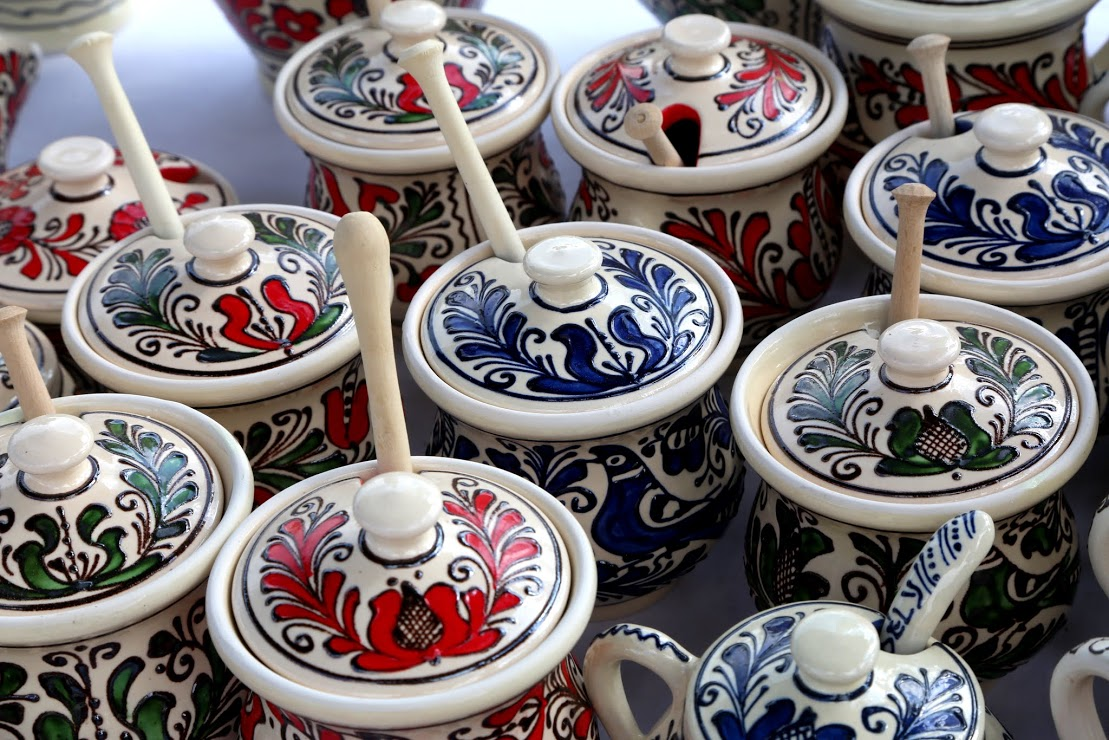
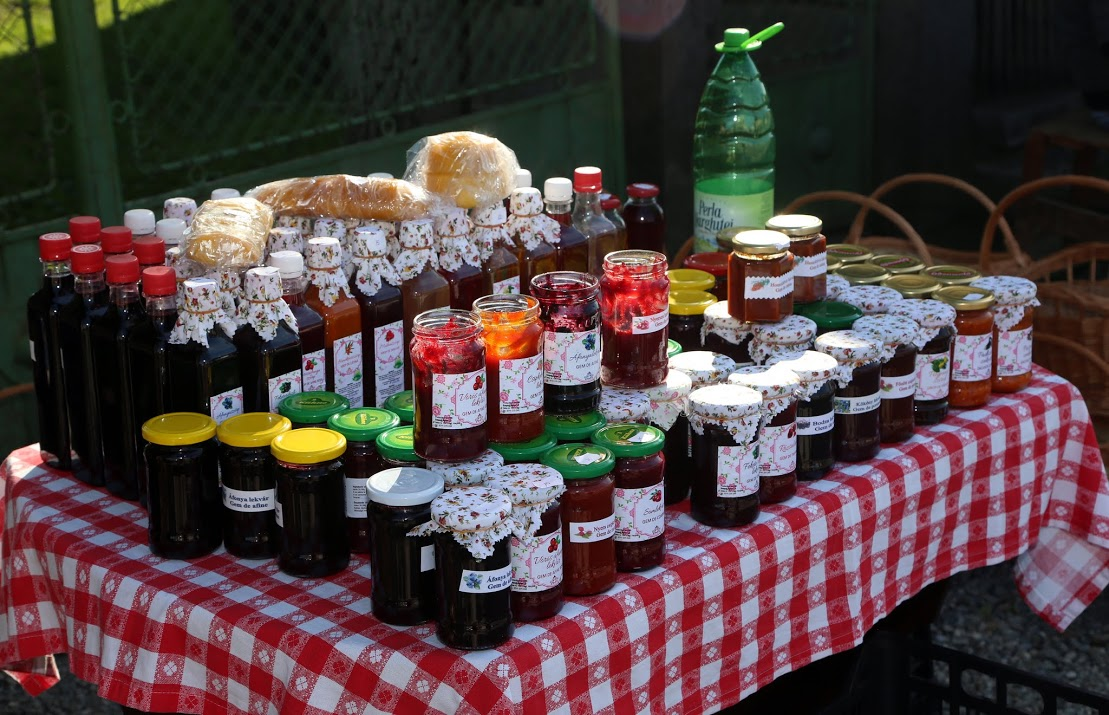
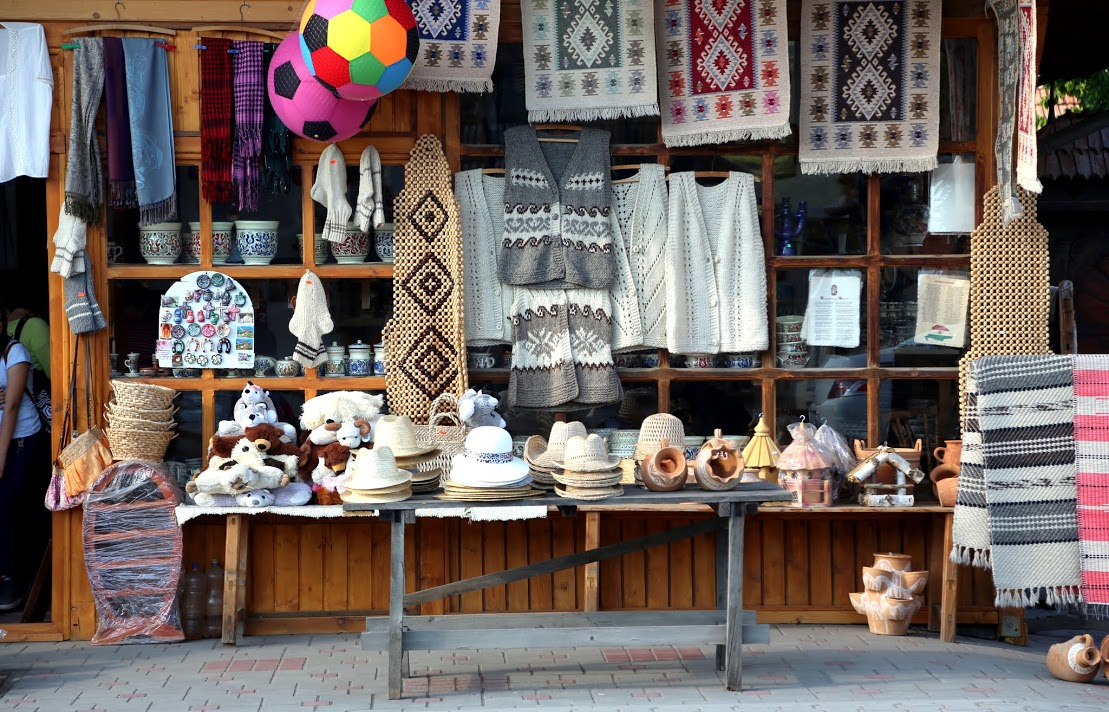